# فاغامون
فاغامون (بالماليالامية: വാഗമൺ)‏ هي منطقة تلال هندية وقرية سياحية تقع في ولاية كيرلا، الهند، وبفضل تكوينات التلال الرائعة ومناطق الجذب الطبيعية والمناظر الساحرة، برز اسمها كوجهة سياحية رئيسية في الآونة الأخيرة يمكن مقارنتها بأماكن مشهورة مثل مونار.

## التاريخ
كانت المدينة غير معروفة، وليس لديها تاريخ طويل يتباهى به لأنها ظلت غير مستكشفة لعدة قرون، على الرغم من أن البريطانيين كان لديهم مزارع هناك، إلا أنه في عام 1926 فقط عندما بدأ والتر دنكان وشركاه مزارعهم للشاي هنا، وأصبحت معروفة جيدًا، بعد عام 1940 هاجر الناس من مناطق قريبة إليها، وأيضًا بعد تشكيل ولاية كيرلا، أدرجت ناشيونال جيوغرافيك ترافيلر فاغامون في دليلها «للأماكن الخمسين الأكثر جاذبية للزيارة في الهند».

## التركيبة السكانية
اعتبارًا من تعداد 2011، بلغ عدد سكان فاغامون 14,641 نسمة، 7212 ذكور و 7,429 إناث، تبلغ مساحة القرية 78.3 كـم2 (30.2 ميل2) و3816 أسرة تقيم فيها، كان فيها 9٪ من السكان تحت سن 6 سنوات، ومتوسط معرفة القراءة والكتابة بنسبة 90.9 ٪ أعلى من المتوسط الوطني البالغ 74 ٪ وأقل من متوسط الولاية البالغ 94 ٪.

## السياحة
تعد محطة تل فاغامون في ادوكي من بين المواقع القليلة التي تحتاج إلى خبرة مباشرة لاكتشافها، يمكن للزوار الاستفادة من العديد من الأنشطة بما في ذلك الرحلات والطيران المظلي وتسلق الجبال وتسلق الصخور، ويفضل الناس السفر عبر سلسلة من ثلاثة تلال شهيرة: ثانجال وموروجان وكوريسومالا.

### الفنادق ومرافق الإقامة
- فالكون كريست
- منتجع ثيرام أجرو فارم هيل
- منتجعات وينتر فالى جرين ستاي
- منتجعات باليت هيل فيو
- تشيلاكس
- ويلو هاوس فاغامون

### أماكن للزيارة[6]
- محمية وليبوني للحياة البرية
- فاغامون ميدوز
- باين هيل
- كوريسومالا
- شلال مرملا
- ثانجال بارا
- بحيرة فاغامون
- مونداكايام غات
- شلالات فاجامون

## المشاهير
- فرانسيس أشاريا
- لوري بيكر
- ألينا قطاني
- د. هيلديجارد سينا
- ك راداكريشنان (رئيس ووزير سابق في جمعية كيرالا)[7]

## معرض الصور

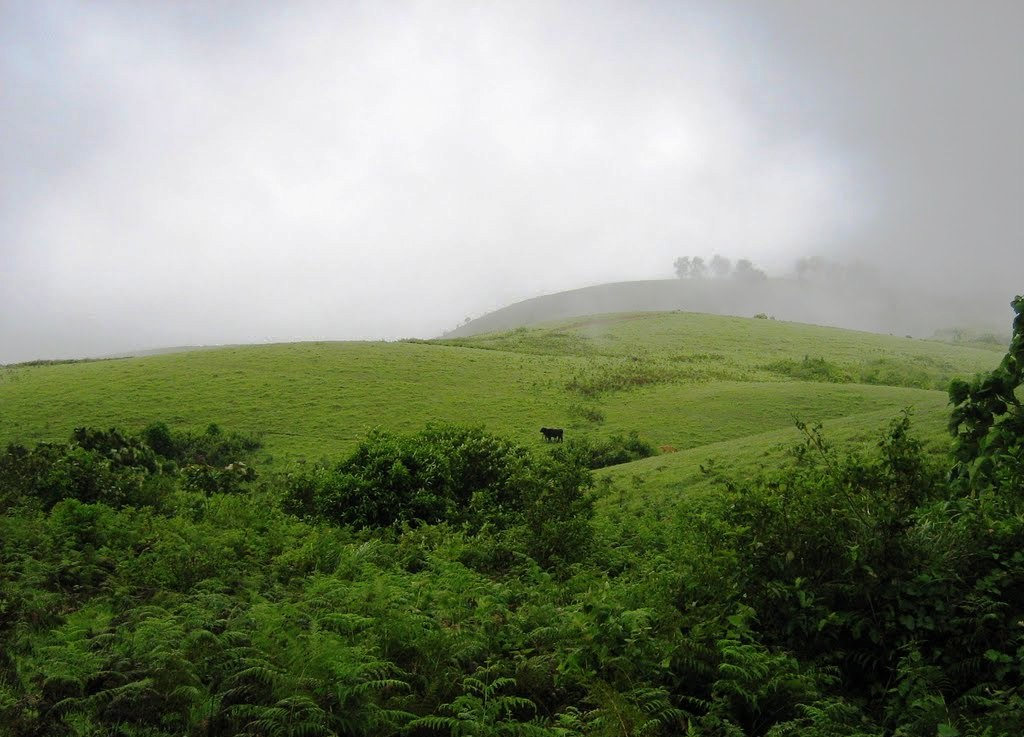
فاجامون ميدوز، كيرلا، الهند
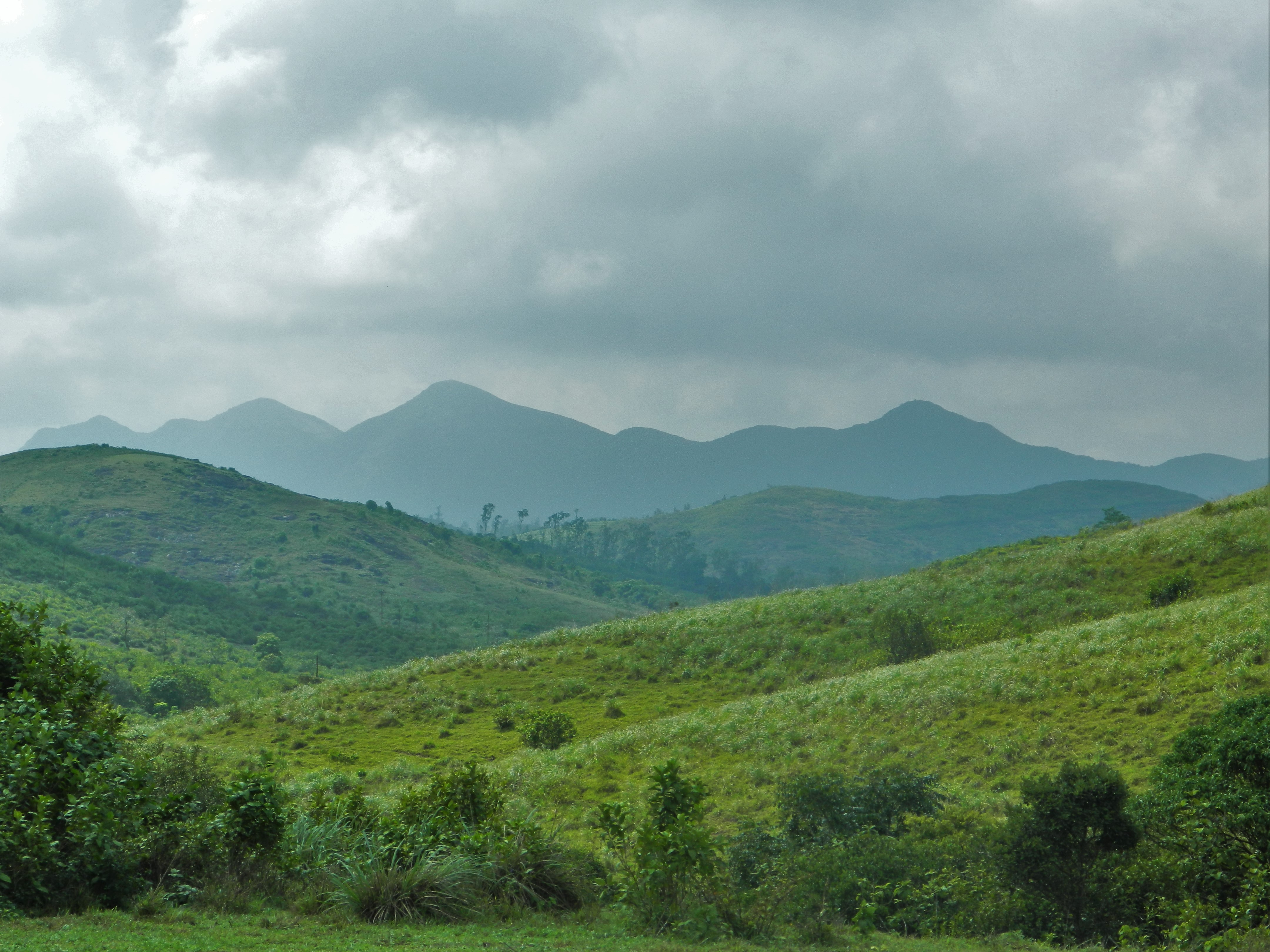
غرب غاتس
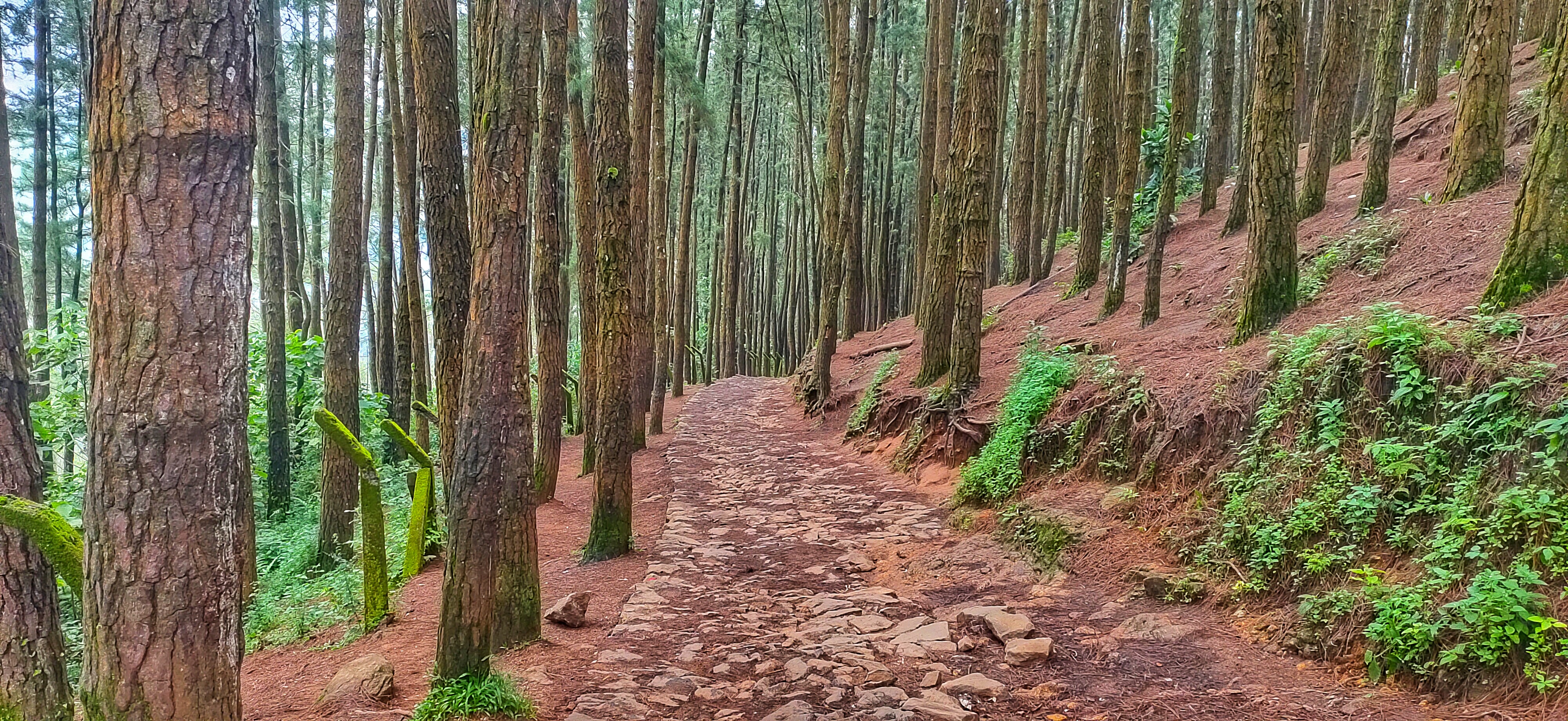
غابة الصنوبر